# 芒伊杜里奧

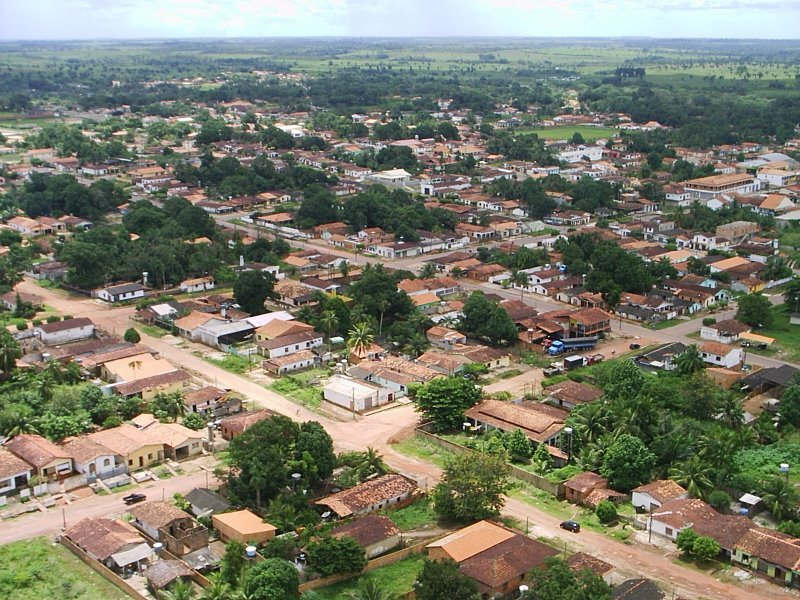
芒伊杜里奧

芒伊杜里奧（葡萄牙語：Mãe do Rio），是巴西的城鎮，位於該國北部，由帕拉州負責管轄，始建於1988年5月11日，面積469平方公里，海拔高度25米，2010年人口27,892，人口密度每平方公里59.41人。